# 6 Hours of Silverstone
6 Hours of Silverstone, dawniej 1000 km of Silverstone – długodystansowy wyścig na torze Silverstone Circuit w Wielkiej Brytanii. Odbywa się on od 1976 roku, z przerwami w latach 1989, 1993–1999, 2001–2003 i 2006. Początkowo był to wyścig 6-godzinny, w latach 1982–2010 był rozgrywany na dystansach według przejechanych kilometrów (głównie 1000 km), obecnie ponownie trwa 6 godzin.
Wyścig ma podobny format do innych zawodów rozgrywanych na długich dystansach, udział biorą w nim różne kategorie samochodów. W 2018 roku są to LMP1, LMP2, GT PRO i GT AM, tak samo jak np. w wyścigach 24-godzinnych w Le Mans. Jest on częścią World Endurance Championship.

## Zwycięzcy na przełomie lat
Źródło: Racing Sports Car
| Rok                     | Kierowcy                                          | Drużyna                     | Pojazd                  |
| Wyścig 6-godzinny       | Wyścig 6-godzinny                                 | Wyścig 6-godzinny           | Wyścig 6-godzinny       |
| ----------------------- | ------------------------------------------------- | --------------------------- | ----------------------- |
| 1976                    | John Fitzpatrick Tom Walkinshaw                   | Hermetite BMW               | BMW 3.5 CSL             |
| 1977                    | Jochen Mass Jacky Ickx                            | Martini Racing              | Porsche 935/77          |
| 1978                    | Jochen Mass Jacky Ickx                            | Martini Racing              | Porsche 935/78          |
| 1979                    | Hans Heyer Bob Wollek John Fitzpatrick            | Gelo Sportswear Team        | Porsche 935/77A         |
| 1980                    | Alain de Cadenet Desiré Wilson                    | Alain de Cadenet            | De Cadenet Lola-Ford    |
| 1981                    | Harald Grohs Walter Röhrl Dieter Schornstein      | Vegla Racing Team           | Porsche 935J            |
| 1982                    | Riccardo Patrese Michele Alboreto                 | Martini Racing              | Lancia LC1              |
| Wyścig 1000-kilometrowy |                                                   |                             |                         |
| 1983                    | Derek Bell Stefan Bellof                          | Rothmans Porsche            | Porsche 956             |
| 1984                    | Jochen Mass Jacky Ickx                            | Rothmans Porsche            | Porsche 956             |
| 1985                    | Jochen Mass Jacky Ickx                            | Rothmans Porsche            | Porsche 962C            |
| 1986                    | Derek Warwick Eddie Cheever                       | Silk Cut Jaguar             | Jaguar XJR-6            |
| 1987                    | Eddie Cheever Raul Boesel                         | Silk Cut Jaguar             | Jaguar XJR-8            |
| 1988                    | Eddie Cheever Martin Brundle                      | Silk Cut Jaguar             | Jaguar XJR-9            |
| 1989                    | Nie rozegrano                                     | Nie rozegrano               | Nie rozegrano           |
| Wyścig 480-kilometrowy  |                                                   |                             |                         |
| 1990                    | Martin Brundle Alain Ferté                        | Silk Cut Jaguar             | Jaguar XJR-14           |
| Wyścig 430-kilometrowy  |                                                   |                             |                         |
| 1991                    | Teo Fabi Derek Warwick                            | Silk Cut Jaguar             | Jaguar XJR-14           |
| Wyścig 500-kilometrowy  |                                                   |                             |                         |
| 1992                    | Derek Warwick Yannick Dalmas                      | Peugeot Talbot Sport        | Peugeot 905 Evo 1B      |
| 1993 - 1999             | Nie rozegrano                                     | Nie rozegrano               | Nie rozegrano           |
| 2000                    | J.J. Lehto Jörg Müller                            | BMW Motorsport              | BMW V12 LMR             |
| 2001 - 2003             | Nie rozegrano                                     | Nie rozegrano               | Nie rozegrano           |
| Wyścig 1000-kilometrowy |                                                   |                             |                         |
| 2004                    | Pierre Kaffer Allan McNish                        | Audi Sport UK Team Veloqx   | Audi R8                 |
| 2005                    | Allan McNish Stéphane Ortelli                     | Audi PlayStation Team Oreca | Audi R8                 |
| 2006                    | Nie rozegrano                                     | Nie rozegrano               | Nie rozegrano           |
| 2007                    | Marc Gené Nicolas Minassian                       | Team Peugeot Total          | Peugeot 908 HDi FAP     |
| 2008                    | Allan McNish Rinaldo Capello                      | Audi Sport Team Joest       | Audi R10 TDI            |
| 2009                    | Olivier Panis Nicolas Lapierre                    | Team Oreca Matmut AIM       | Oreca 01-AIM            |
| 2010                    | Nicolas Minassian Anthony Davidson                | Team Peugeot Total          | Peugeot 908 HDi FAP     |
| Wyścigi 6-godzinne      |                                                   |                             |                         |
| 2011                    | Sébastien Bourdais Simon Pagenaud                 | Peugeot Sport Total         | Peugeot 908             |
| 2012                    | Benoît Tréluyer André Lotterer Marcel Fässler     | Audi Sport Team Joest       | Audi R18 e-tron quattro |
| 2013                    | Tom Kristensen Allan McNish Loïc Duval            | Audi Sport Team Joest       | Audi R18 e-tron quattro |
| 2014                    | Anthony Davidson Nicolas Lapierre Sébastien Buemi | Toyota Racing               | Toyota TS040 Hybrid     |
| 2015                    | André Lotterer Benoît Tréluyer Marcel Fässler     | Audi Sport Team Joest       | Audi R18 e-tron quattro |
| 2016                    | Marc Lieb Neel Jani Romain Dumas                  | Porsche Team                | Porsche 919 Hybrid      |
| 2017                    | Anthony Davidson Kazuki Nakajima Sébastien Buemi  | Toyota Gazoo Racing         | Toyota TS050 Hybrid     |
| 2018                    | Mathias Beche Thomas Laurent Gustavo Menezes      | Rebellion Racing            | Oreca 07                |